# قناة الناس
الناس هي قناة فضائية مصرية تبث من مدينة القاهرة، بدأت كقناة ترفيهية منوّعة ثم تغيّر توجهها لتصبح دينية إسلامية بتوجه سلفي، أُغلقت في 2013 وعادت في 2015 بعد أن بيعت ملكيتها لرجل أعمال مصري، عادت القناة بتوجّه أزهري صوفي أشعري.

## التاريخ
بدأت القناة بثها كقناة خفيفة تذيع الأغاني، والفقرات الترفيهية، وبرامج تفسير الأحلام، وتسجيلات لحفلات الزفاف، وطلبات التعرف بين الجنسين، وإعلانات لبعض المرشحين في الانتخابات البرلمانية المصرية، وخدمات استشارية قانونية واقتصادية وطبية وكان شعار القناة في ذلك الوقت «قناة الناس.. لكل الناس» 
بعد نحو عام من انطلاق بثها بدأت بالتحول إلى قناة ذات صبغة دينية سلفية، لتبث أناشيد وبأصوات رجالية، يملكها رجل الأعمال وعضو مجلس الشورى السعودي منصور بن كدسة. بدأت القناة البث في يناير 2006. كما ظهر على شاشتها دعاة ومقدمي برامج من التيار السلفي، أمثال الشيخ محمد حسان، والشيخ محمد حسين يعقوب، والشيخ أبو إسحاق الحويني، والشيخ محمود المصري، كما استمرت القناة في تقديم برامج تفسير الأحلام، واستمر شريط الرسائل النصية القصيرة. أُوقفت القناة تماماً عن البث في مساء 3 يوليو 2013.
في عام 2015 اشترتها شركة"D-MEDIA"، التي يرأس مجلس إدارتها رجل الأعمال المهندس طارق إسماعيل وغير توجه القناة من السلفية إلى الصوفية الأشعرية حيث تحول نهج القناة تماماً إلى وضع فقرات وحلقات لمسلسلات وفقرات أغاني بين الفقرات الدينية، وتم تنصيب على جمعة مشرفًا على القناة.

## محتوى القناة قبل إغلاقها وبيعها
من أشهر مقدمي البرامج بالقناة وقت أن كانت توجهها سلفي محمد حسان، محمد حسين يعقوب، أبو إسحاق الحويني، محمود المصري، أحمد عامر، محمد جبريل، حازم صلاح أبو إسماعيل، وجدي غنيم، صفوت حجازي، عائض القرني، محمد مسعد ياقوت وعبد الرحمن الصاوي وخالد عبد الله، وكانت تبث مجموعة من البرامج مثل «فضفضة» الذي يتناوب تقديمه مجموعة من المقدمين في القناة، وبرنامج «حوارات الشيخ يعقوب» الذي يقدمه محمد حسين يعقوب، وقدم محمد حسان بها برامج مثل «أحداث النهاية» و«أمراض الأمة»، أيضًا اشتهرت برامج مثل «دنيا ودين» و«الطريق للجنة» و«رسائل إلى الشباب»  كما تقدم القناة برامج للأطفال وبرامج دعائية لمنتجات كالأجهزة الكهربائية، والملابس، والأدوات المنزلية، والأدوية. وقد اشترط الشيخ أبو إسحاق الحويني حتى يظهر على القناة عدم ظهور المذيعات في البرامج، ومنع الموسيقى من القناة، فتوقفت القناة عن استخدام الموسيقى، أما المذيعات فقد اقتصر ظهورهن على الإعلانات التجارية، وبعدها قرر مجلس الإدارة في أغسطس من العام 2006 الاستغناء نهائيًا عن العنصر النسائي في القناة، ويذكر أنه أثيرت ضجة في وسائل الإعلام المصرية والعربية وقتها حول هذا القرار.

## إغلاق القناة في 2010 و2013
خلال النصف الثاني من العام 2010 أعلنت مؤسسة نايل سات لتشغيل القنوات الفضائية عن إغلاقها عددا من القنوات الفضائية وتوجيه تحذيرات إلى عدد آخر بدعوى «الترويج للعنف والكراهية العنصرية والأطباء الدجالين والخرافة».
خلال تلك الحملة قامت الحكومة المصرية يوم 12 أكتوبر 2010 بقطع بث قناة الناس وباقى قنوات الباقة على القمر المصري نايل سات «مؤقتا» كما صرح وزير الإعلام المصري، حتى يتم «توفيق أوضاعها لموافقة مواثيق الشرف الإعلامي» وتم الإغلاق دون سابق إنذار كما قالت إدارة القناة فيما قالت الحكومة أنه تم إنذار القناة مسبقا. ، تم إغلاق القناة 3 يوليو 2013.

## القناة قبل بيعها في 2015
قبل إغلاق القناة بعام كان هناك توجه لتغيير القناة إلى قناة عامة، وبدأ يعقد بروتكولات تعاون بين القناة والمؤسسات الإعلامية الحكومية ومنها برتكول التعاون بين قناة الناس ودار المعارف ومجلة أكتوبر ووضع خريطة برامجية شاملة تشمل البرامج التربيوية والطبية والترفيهية والمطبخ وبرامج التوك شو اليومية برنامج صباحي بمسمى طلع النهار وآخر مسائي بمسمى مصر الجديدة، ولكن طال القناة مثل باقي القنوات الدنية وأغلقت لأنها مازلت ساعتها مصنفة أنها دينية.
قبل أن تتحول القناة إلى صبغة أزهرية ويتم بيعها وحسب ما هو مذكور في موقع القناة فإن القناة (تعتمد في تغطية مصروفاتها على الإعلانات والرعايات للبرامج والاتصالات ولا تقبل أية تبرعات). وقد أثارت القناة نقدًا مصدره رجال الأزهر ورجال الإعلام، اتهموا القناة ودعاتها بأنهم غير مؤهلين لإصدار الفتاوى لأنهم لم يدرسوا الدين بالأزهر وإنما كدراسة حرة، واصفين إياهم «بغير المتخصصين».

## بعد بيع القناة وإعادة افتتاحها
وفقا  لإعلان قناة الناس الجديد، فإن أبرز مقدمى البرامج في القناه هم الدكتور محمد وهدان، والدكتور الشحات العزازى، والدكتور على فخر، والشيخ عويضة عثمان، والشيخ محمد الدومى، والشيخ عبد الخالق العطيفى، والدكتور عمرو الوردانى، والدكتور محمد وسام، والشيخ أحمد ممدوح، والشيخ محمد يحيى الكتانى.
كما غيرت القناة من شعارها، فبعد أن كان شعارها قبل عزل محمد مرسي «شاشة.. تأخذك إلى الجنة»، أصبح شعارها الآن مع الانطلاقة الجديدة «من الناس.. وإلى الناس» و«معك عبر كل زمن» و«صحيح الدين والإسلام»، كلها شعارات اختارتها إدارة قناة الناس الجديدة لتكون بداية انطلاقتها الجديدة.